# عمران بن عصام الضبعي
عمران بن عصام الضبعي أحد قضاة البصرة وإمام مسجد بني ضبيعة.[بحاجة لمصدر]

## اسمه ونسبه
- هو : عمران بن عصام من ولد صعب بن وهب بن جد بن أحمس بن ضبيعة بن ربيعة بن نزار بن معد بن عدنان، الضبعي.

وقيل أنه من بني هميم من قبيلة عنزة الربعية العدنانية.

## قال يفخر في نفسه
- وبعثت من ولد الأغر معتب صـقراً يلوذ حمامه بالعوسج
- مـهما طبخت بناره انضجته وإذا طبخت بغيرها لم ينضج

## قصته معالحجاج
وقد كان الحجاج كتب إلى عبد الملك يزين له ولاية الوليد من بعده ، وأوفد إليه وفدا في ذلك ، عليهم عمران بن عصام العنزي ، فلما دخلوا عليه قام عمران خطيبا فتكلم ، وتكلم الوفد في ذلك ، وحثوا عبد الملك على ذلك ، وأنشد عمران بن عصام في ذلك.[بحاجة لمصدر]
فهاجه ذلك على أن كتب لأخيه يستنزله عن الخلافة للوليد ، فأبى عليه ، وقدر الله سبحانه موت عبد العزيز قبل موت عبد الملك بعام واحد ، فتمكن حينئذ مما أراد من بيعة الوليد وسليمان. [بحاجة لمصدر]

## وصلات داخلية
- الحجاج
- البصرة